# Bredablick (mytologi)
Bredablick (isländska: Breiðablik, ”den vida omkring glänsande”) var i nordisk mytologi guden Balders boning.
Bredablick omtalas endast i Grímnismál – i det avsnitt som räknar upp och numrerar gudarnas boningar i himlen – samt i Snorre Sturlassons förklaring av samma text i Gylfaginning, kapitlen 17 och 22. Enligt Sigurd Agrell, som trodde att gudaboningarna motsvarade zodiakens ”hus”, skulle Bredablick vara stjärnbilden Tvillingarna.
Bredablick nämns i Grímnismál 12 som gudaboning nummer sju:
| Breiðablik eru in sjaundu, en þar Baldr hefir sér of gerva sali, á því landi, er ek liggja veit fæsta feiknstafi. | Den sjunde är Breidablick: där har Balder byggt sig en ståtlig sal på den mark där det finns minst av dödliga dråprunor. |  |

Feiknstafir (strofens sista ord) betyder ”skräckrunor” eller något som vållar ofärd och skräck.
Balder har alltså bebyggt den fredligaste och minst skräckinjagande plats som han kunnat finna.
Snorre anknyter till denna strof på två ställen i Gylfaginning. I kapitel 17 säger han att Bredablick är den vackraste plats som finns i himlen, och i kapitel 22 – där han beskriver Balder i ordalag som närmast påminner om Vite Krist – säger han om Bredablick att ”på den orten får intet orent finnas”. (Í þeim stað má ekki vera óhreint.)
Breiðablik är ett ungt namn; det är knappast äldre än dikten Grímnismál där dess första bevarade förekomst finns.
Balders boning har fått låna sitt namn till en del andra byggnader som har byggts under nya tiden, till exempel tornet Bredablick på Skansen i Stockholm och en restaurang på toppen av Mösseberg ovanför Falköping. Namnet används även i andra sammanhang där man vill betona vidsynthet i bokstavlig eller överförd bemärkelse.
Det finns även Breidablick i Finland: på Åland, samt i Hangö – på detta senare ställe hålls sommarläger för skolbarn. 